# Шаста (Пинежский район)
Шаста — деревня в Пинежском районе Архангельской области. Входит в состав МО «Пиринемское».

## Название
Название деревни звучит несколько обособленно от окружающих её Веегоры, Кусогоры, Кочмогоры, Шеймогоры. Одинаково с деревней называются два ручья, Шаста и Малая Шаста, почти параллельно протекающих севернее её, берущих начало в болотах и впадающих в реку Пинегу. Можно предположить, что первые поселенцы назвали своё новое место жительства с учетом наименования ручья. В русском языке есть глагол «шастать» (ходить, бродить). Возможно, что название деревни и ручья образовано от него.

## География
Деревня расположилась на довольно высоком холме на правом берегу реки Пинега.

## Население
| 2002 | 2009 | 2010 | 2012 |
| ---- | ---- | ---- | ---- |
| 0    | ↗2   | →2   | ↘1   |

## Шастинские черепаны
Деревня Шаста была известна далеко за своими пределами благодаря гончарному ремеслу, которым занималось несколько семей деревни. По промыслу пинежане именовали шастян черепанами. Ныне горшечное ремесло забыто.